# Claiborne Fox Jackson

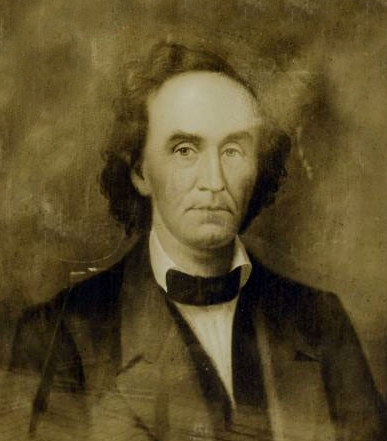
Claiborne Fox Jackson

Claiborne Fox Jackson (* 4. April 1806 im Fleming County, Kentucky; † 6. Dezember 1862 in Little Rock, Arkansas) war ein US-amerikanischer Politiker und 1861 Gouverneur von Missouri. Bei Ausbruch des Amerikanischen Bürgerkriegs stand er im Lager der Konföderierten. Sein Versuch, Missouri von der Union abzuspalten, wurde jedoch gewaltsam vereitelt und er musste nach Arkansas fliehen.

## Frühes Leben
Jackson wurde als Sohn von Dempsey Carroll Jackson und Mary Orea Jackson (geb. Pickett) in Kentucky geboren. 1822 zog Jackson nach Missouri, wo er zusammen mit seinem Vater eine gut gehende Anwaltskanzlei unterhielt. Er verließ Missouri kurzzeitig um als Hauptmann am Black-Hawk-Krieg teilzunehmen. Wieder zurück wurde er für insgesamt zwölf Jahre in das Repräsentantenhaus von Missouri gewählt, dessen Speaker er von 1844 bis 1846 als Nachfolger von Sterling Price war. 1848 wurde er in den Senat von Missouri gewählt. Als Führer des sklavenhalterfreundlichen Flügels der Demokratischen Partei in Missouri bekämpfte er hauptsächlich Senator Thomas H. Benton, der gegen die Sklaverei eingestellt war.

## Jackson als Gouverneur
Am 2. Januar 1861 trat Jackson das Amt des Gouverneurs von Missouri an. Zunächst versuchte er, die Politik seines Vorgängers Robert M. Stewart beizubehalten, der angesichts des sich abzeichnenden Konflikts zwischen den Nord- und den Südstaaten einen Kurs der bewaffneten Neutralität Missouris eingeschlagen hatte und keiner der beiden Seiten Truppen oder Waffen zur Verfügung stellen wollte. Persönlich fühlte sich Jackson indes der Sache der Konföderierten verbunden und war für einen Anschluss Missouris an die Südstaaten.

### Konflikt mit der Unionsregierung
Bald kam es zum Konflikt mit den in Missouri stationierten Unionstruppen, da US-Präsident Abraham Lincoln die bewaffnete Neutralität Missouris nicht dulden wollte und Jackson befahl, in Missouri Truppen für die Union auszuheben. Auf diese Aufforderung Lincolns antwortete Jackson wie folgt:
Sir: Ihre Nachricht vom 15. dieses Monats, mit der Missouri aufgefordert wird, unverzüglich Männer für vier Regimenter zum Dienst in der Armee bereitzustellen, wurde empfangen. Es kann, wie ich es verstehe, keinen Zweifel daran geben, dass die Männer einen Teil der Armee des Präsidenten bilden sollen, die zum Krieg gegen die Menschen in den abgefallenen Staaten verwendet werden soll. Ihre Anforderung ist nach meinem Urteil illegal, nicht verfassungsgemäß und aufrührerisch und ihr Ziel ist unmenschlich und teuflisch; so dass ihr nicht entsprochen werden kann. Der Staat Missouri wird nicht einen einzigen Mann zur Durchführung eines unheiligen Kreuzzuges zur Verfügung stellen.
Zwischenzeitlich hatten Unionstruppen unter Hauptmann Nathaniel Lyon am 26. April 1861 das Arsenal von St. Louis eingenommen und die dort befindlichen 60.000 Musketen und 90.000 Pfund Schießpulver über den Mississippi nach Springfield, Illinois geschafft.

### Erste Kampfhandlungen

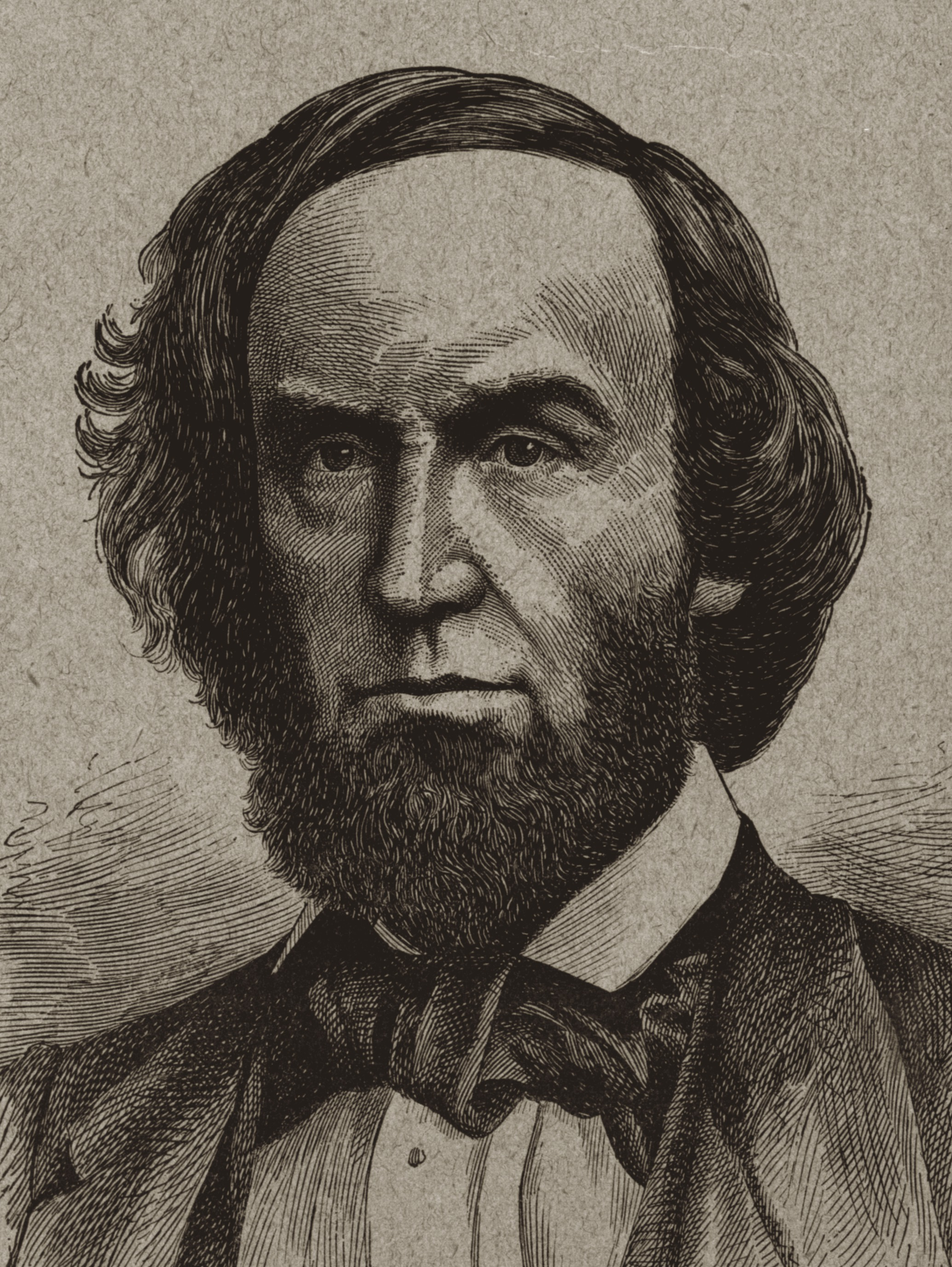
Claiborne Fox Jackson

Im Mai 1861 ordnete Jackson, der hierzu als Gouverneur befugt war, ein sechstägiges Manöver der State Guard von Missouri vor den Toren von St. Louis an. Bei dieser Gelegenheit ernannte er einige Sympathisanten der Konföderierten zu Kommandanten verschiedener Teileinheiten der State Guard. Zudem soll die State Guard vom konföderierten Präsidenten Jefferson Davis mit Waffen versorgt worden sein, was Lyon nicht verborgen blieb.
Am 10. Mai 1861 ließ Lyon das Lager der State Guard von unionistisch eingestellten Freiwilligen aus der deutschen Gemeinschaft von St. Louis umstellen. Die State Guard unter Daniel M. Frost wurde zur Aufgabe gezwungen und die Männer wurden von Lyons Truppen als Gefangene durch St. Louis geführt. Während der Parade durch die Stadt, die vielen Einwohnern von St. Louis missfiel, kam es zu Übergriffen auf Lyons Männer, die in einem öffentlichen Aufruhr mündeten, der als St. Louis Massaker bekannt wurde.

### Verhandlungen mit der Union
Einen Tag später ernannte Jackson Sterling Price zum Generalmajor der neu organisierten State Guard und beauftragte ihn, der Invasion Missouris durch Unionstruppen entgegenzutreten. Am 12. Mai einigten sich Price und der Oberbefehlshaber der Unionstruppen in Missouri, William S. Harney, auf einem Waffenstillstand, nach dessen Bedingungen es Missouri zumindest zeitweise erlaubt sein sollte, neutral zu bleiben. Harney wurde jedoch unmittelbar danach von Lincoln abgesetzt und durch den aggressiveren Lyon ersetzt, den Lincoln zum Brigadegeneral beförderte.
Am 11. Juni 1861 kamen Jackson und Lyon zu einem Gespräch zusammen, in dessen Verlauf Jackson versuchte, Lyons Zustimmung zu den Bedingungen des mit Harney abgeschlossenen Waffenstillstandes zu erhalten. Lyon verweigerte seine Zustimmung jedoch starrköpfig und ließ Jackson aus dem Raum eskortieren, nachdem er ihm zuvor ankündigte, dass es jetzt Krieg geben werde.

### Aufgabe der Hauptstadt
Lyon marschierte nun gegen Jefferson City, um Jackson und die Staatsregierung zu verhaften. Diese floh nach Boonville, Missouri und es kam am 17. Juni 1861 zum Gefecht bei Boonville und am 5. Juli 1861 zum Gefecht bei Carthage.
Nachdem er Jefferson City eingenommen hatte, berief Lyon am 22. Juli 1861 eine außerordentliche Staatsversammlung ein, die über die Sezession Missouris abstimmen sollte. Da dieser Versammlung nur Unionisten angehörten, fiel die Abstimmung deutlich für den Verbleib Missouris in der Union aus. Am 27. Juli 1861 erklärte die Versammlung sodann das Amt des Gouverneurs für vakant und ernannte einen Tag später Hamilton Rowan Gamble anstelle Jacksons zum neuen Gouverneur.
Am 10. August 1861 kam es dann südwestlich von Springfield, Missouri zur Schlacht am Wilson’s Creek, der ersten großen bewaffneten Auseinandersetzung auf dem westlichen Kriegsschauplatz des Sezessionskriegs. Lyons Truppen wurden geschlagen. Er selbst fiel in der Schlacht, ebenso wie insgesamt ca. 500 Männer auf beiden Seiten. Die Konföderierten konnten ihren Sieg aber langfristig nicht ausnutzen, da sie die geschlagenen Unionstruppen, die sich nach Springfield zurückzogen, nicht verfolgten. Diese konnten sich reorganisieren und schließlich im Frühjahr 1862 nach der Schlacht am Pea Ridge im Nordwesten von Arkansas ihre Position in Missouri konsolidieren und bis zum Ende des Krieges halten.

### Abspaltung Missouris und Flucht nach Arkansas
Am 28. Oktober 1861 verabschiedete die Missouri General Assembly in Neosho, Missouri und nicht in Jefferson, das sich weiter unter der Kontrolle der Unionstruppen befand, die Sezession Missouris. Jackson war bei der Abstimmung anwesend. Die konföderierte Regierung erkannte die Abstimmung als legitim an und nahm Missouri als zwölften Staat in die Konföderation auf. Jackson fungierte in der Folge in den von den Konföderierten gehaltenen Teilen Missouris weiterhin als Gouverneur. Doch als die Unionstruppen gegen Ende des Jahres 1861 nahezu das gesamt Staatsgebiet Missouris erobert hatten, musste er sich nach Arkansas begeben.
Jackson starb am 6. Dezember 1862 im Alter von 56 Jahren in Little Rock, Arkansas an Magenkrebs. Er wurde auf dem Sappington-Friedhof in Arrow Rock, Missouri begraben.